# Зоны экономического и технического развития
Национальные зоны экономического и технического развития Китая (кит. 国家级经济技术开发区) — это специальные районы КНР, привлекающие прямые иностранные инвестиции. Обычно называются «зонами экономического и технического развития» или просто «зонами развития».
На национальном уровне программа начала осуществляться в 1978 году с создания специальных экономических зон в трех городах, что было частью китайской экономической реформы. В 1984 году были созданы зоны экономического и технического развития ещё в 14 городах страны.
В данной программе есть свои плюсы и минусы. К плюсам относятся создание новых рабочих мест, увеличение экономического роста (ВВП) и поощрение прямых иностранных инвестиций. В результате, программа прошла успешно, и в настоящее время Китай является одним из наиболее динамично развивающихся и существенно влияющих на мировую экономику государств. За последние два десятилетия, благодаря появлению этих экономических зон, Китай стал промышленно развитой страной. Главными аспектами экономического роста зон развития, поощряющих прямые иностранные инвестиции, стали торговля и экспорт производственных изделий. С другой стороны, зоны экономического и технического развития зависимы от иностранных инвестиций. Так, например, зоны развития зависят от Гонконга и его иностранных инвестиций, так как Гонконг является рынком свободной торговли. Исходя из примера Шэньчжэня, проблемы экономических зон могут быть поделены на четыре категории: 1) утечка иностранной валюты, 2) стоимостная неэффективность, 3) неудача в достижении государственных целей и 4) преступления в сфере экономики и связанные с ними социальные проблемы.
На протяжении уже более двух десятилетий Китай был одной из основных целей глобальных инвестиций. В эпоху мирового кризиса Китай сохраняет стабильный темп роста за счет дешёвой рабочей силы, стабильного правительства, привлекательных налоговых ставок и поддержки иностранного инвестирования правительством.

## Список зон
К 2006 году насчитывается 49 зон развития (в порядке утверждения):
- Даляньская зона развития
- Циньхуандао
- Тяньцзиньская зона экономического и технического развития
- Яньтай
- Циндао
- Наньтун
- Ляньюньган
- Вэйхай
- Фуцин Жунцяо
- Туншань
- Шэньян
- Харбин
- Чанчунь
- Ухань
- Уху
- Хуэйчжоу Даявань
- Пекин
- Урумчи
- Хэфэй
- Чжэнчжоу
- Сиань
- Чэнду
- Куньмин
- Зона экономического и технического развития в Чанша
- Гуйян
- Наньчан
- Хух-Хото
- Иньчуань
- Нанкин
- Промышленный парк Сучжоу
- Шанхай Миньхан
- Шанхай Хунцяо
- Зона развития Цаохэцзин в Шанхае (Шанхайское метро)
- Финансово-торговая зона Луцзяцзуй, Пудун, Шанхай
- Зона свободной торговли Вайгайцяо, Пудун, Шанхай
- Экспортно-производственная зона Цзиньцяо, Пудун, Шанхай
- Хай -тек парк Чжанцзян, Пудун, Шанхай
- Ханчжоу
- Ханчжоу Сяншань
- Нинбо
- Нинбо, остров Дасие
- Вэньчжоу
- Фучжоу, район Мавэй
- Сямынь, района Хайцан
- Гуанчжоу
- Гуанчжоу Нанша
- Чжаньцзян
- Хайнань, зона экономического развития Янпу
- Синин
- Тайюань
- Ласа
- Наньнин
- Ланьчжоу
- Шуян, зона экономического и технического развития Шуян

## Провинциальные зоны экономического развития
В настоящее время существует много провинциальных зон экономического развития, такие как:
- Промышленная зона в порту Чансиндао, Далянь (Ляонин)
- Зона экономического развития Дунъин (Шаньдун)
- Зона экономического развития региона Юньмэн, Сяогань, Хубэй
- Зона экономического и технического развития Ханьчуань (汉川市经济技术开发区),[1][2] Сяогань, Хубэй

Некоторые из них по масштабам не уступают Национальным зонам экономического и технического развития. Также имеются зоны экономического развития муниципального уровня.

## Внешние ссылки
- Министерство торговли МИНТОРГ
- Китайской Ассоциации зон развития
- Служба поддержки для входа в зону развития континентального Китая
- RightSite.| Каталог промышленных зон и недвижимости Китая